# 莫蘭 (加利福尼亞州)
莫蘭（英語：Moran）是位於美國加利福尼亞州拉森縣的一個非建制地區。該地的面積和人口皆未知。

## 地理
莫蘭的座標為40°54′06″N 120°29′25″W / 40.90167°N 120.49028°W，而該地的平均海拔高度為1612米（即5289英尺）。